# The Seahorses
The Seahorses foi uma banda de rock britânica, formada em 1996. A banda lançou apenas um álbum, Do It Yourself. Em janeiro de 1999 a banda acabou devido às diferenças musicais entre os membros.

## Discografia
Albums
- Do It Yourself (1997) UK No. 2[1] US No. 8

Singles
- "Love Is the Law" (April 1997) UK No. 3[1]
- "Blinded by the Sun" (July 1997) UK No. 7[1]
- "Love Me and Leave Me" (September 1997) UK No. 16[1]
- "You Can Talk to Me" (December 1997) UK No. 15[1] U.S. Modern Rock No. 30